# Jim Barnes (golfista)
James Martin Barnes, más conocido como Jim Barnes (Lelant, Inglaterra, Reino Unido, 8 de abril de 1886-24 de mayo de 1966), fue un golfista inglés que se destacó como profesional en las décadas de 1910 y 1920. Logró 21 victorias en el PGA Tour estadounidense, donde lideró las temporadas 1916 con tres triunfos, 1917 con dos, 1919 con cinco y 1921 con cuatro. Era apodado Long Jim ("Jim el Largo") por sus 1,93 metros de estatura.
Fue vencedor del Campeonato de la PGA de 1916 y 1919, el Abierto de los Estados Unidos de 1921 y el Abierto Británico de 1925. Además, fue segundo en el Campeonato de la PGA de 1921 y 1924; segundo en el Abierto Británico de 1922; quinto en 1920; sexto en 1928 y 1930; tercero en el Abierto de los Estados Unidos de 1916; cuarto en 1913 y 1915 y sexto en 1920.
Su victoria en el Abierto de los Estados Unidos de 1921 fue por nueve golpes de ventaja ante Walter Hagen y Fred McLeod, de las más amplias en la historia de los torneos mayores. Barnes venció además en el Abierto del Oeste de 1914, 1917 y 1919, y el Abierto Norte y Sur de 1916 y 1919.
Emigró de Inglaterra a Estados Unidos en 1906, aunque nunca se nacionalizó estadounidense. En 1919 publicó el libro instructivo Picture Analysis of Golf Strokes, que además de textos descriptivos incorporaba fotografías de sus tiros.